# Jens Hofer
Jens Hofer (* 1. Oktober 1997 in Biel/Bienne, Schweiz) ist ein liechtensteinischer Fussballspieler.

## Verein
Hofer durchlief in seiner Jugend alle Mannschaften der BSC Young Boys. 2016 wechselte er zum SC Düdingen und sammelte dort erste Erfahrungen im Herrenbereich. 2018 schloss er sich dem in der Schweizer Promotion League spielenden FC Münsingen an. Er unterschrieb im Frühjahr 2019 einen Vertrag beim FC Vaduz für die Saison 2019/20. Seit 2024 spielt er für den FC Solothurn.

## Nationalmannschaft
Hofer absolvierte Spiele für diverse Jugendnationalmannschaften des Liechtensteinischen Fussballverbandes und war Kapitän der U-21-Nationalmannschaft. Am 19. November 2018 debütierte er im Länderspiel gegen Armenien für die A-Nationalmannschaft.